# Hindustan Aeronatics Limited Sporting Club
Pour les articles homonymes, voir Hindustan.
Maillots
Dernière mise à jour : 27 août 2011.
Le Hindustan Aeronautics Limited Sporting Club (en kannada : ಹಿಂದೂಸ್ತಾನ್ ಏರೋನಾಟಿಕ್ಸ್ ಲಿಮಿಟೆಡ್ ಸ್ಪೋರ್ಟಿಂಗ್ ಕ್ಲಬ್, et en hindi : हिंदुस्तान एयरोनॉटिक्स लिमिटेड स्पोर्टिंग क्लब), plus couramment abrégé en HAL SC, est un club indien de football fondé en 2006 et basé dans la ville de Bangalore, dans l'état du Karnataka.

## Palmarès
| Compétitions nationales                           |
| ------------------------------------------------- |
| - Championnat d'Inde D2 : - Vice-champion : 2010. |

## Entraîneurs du club
- Krishnaji Rao